# Kapfenberg
Kapfenberg és un municipi del districte de Bruck an der Mur, a la regió d'Estíria (Àustria).
La ciutat té un complex de natació, un estadi de futbol (Franz Fekete Stadium) utilitzat pel club de futbol Kapfenberger SV i una pista de gel. La ciutat també té un equip a la lliga de basquet professional d'Àustria: el Kapfenberg Bulls.
L'empresa principal de la ciutat és el fabricant d'acer Böhler.

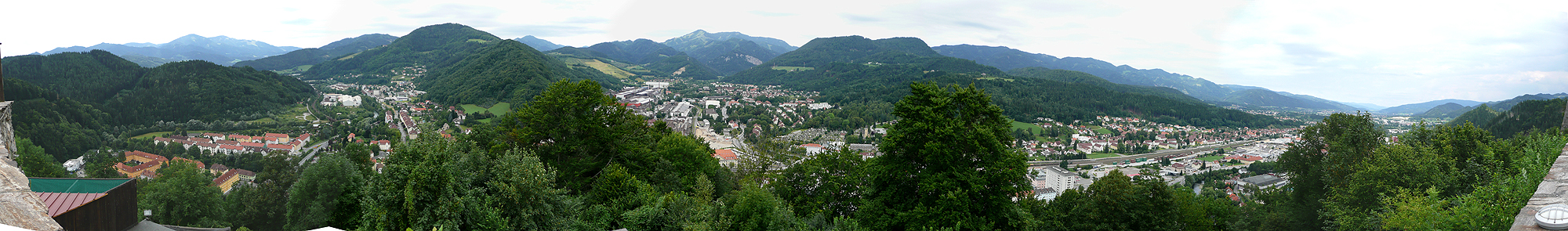
Panorama de Kapfenberg

## Galeria

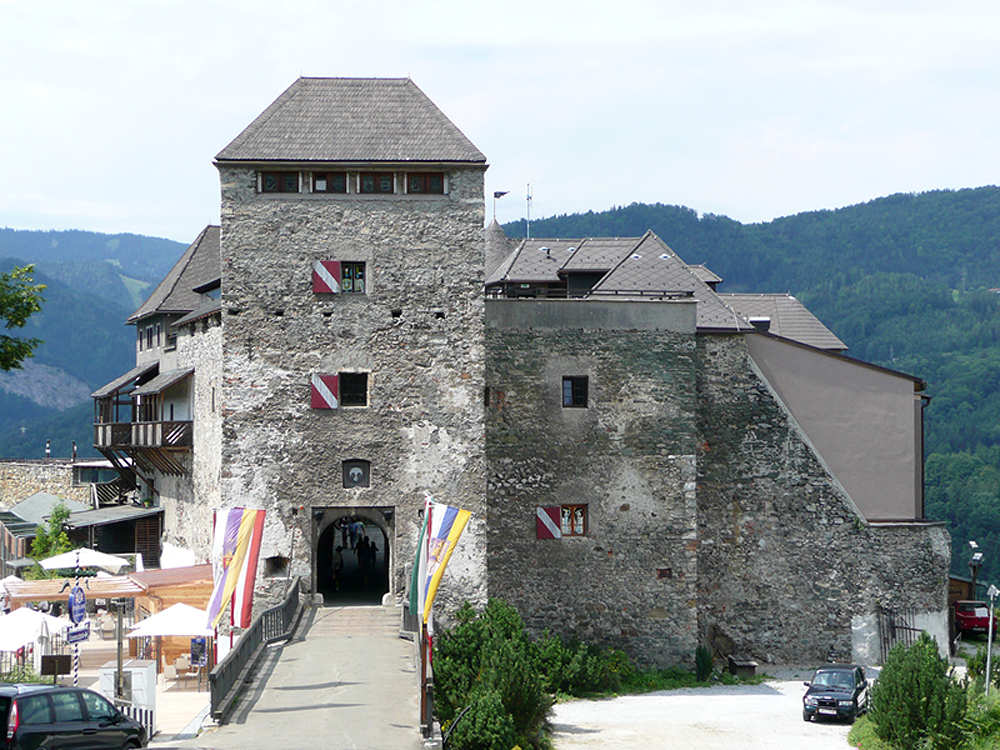
Castell
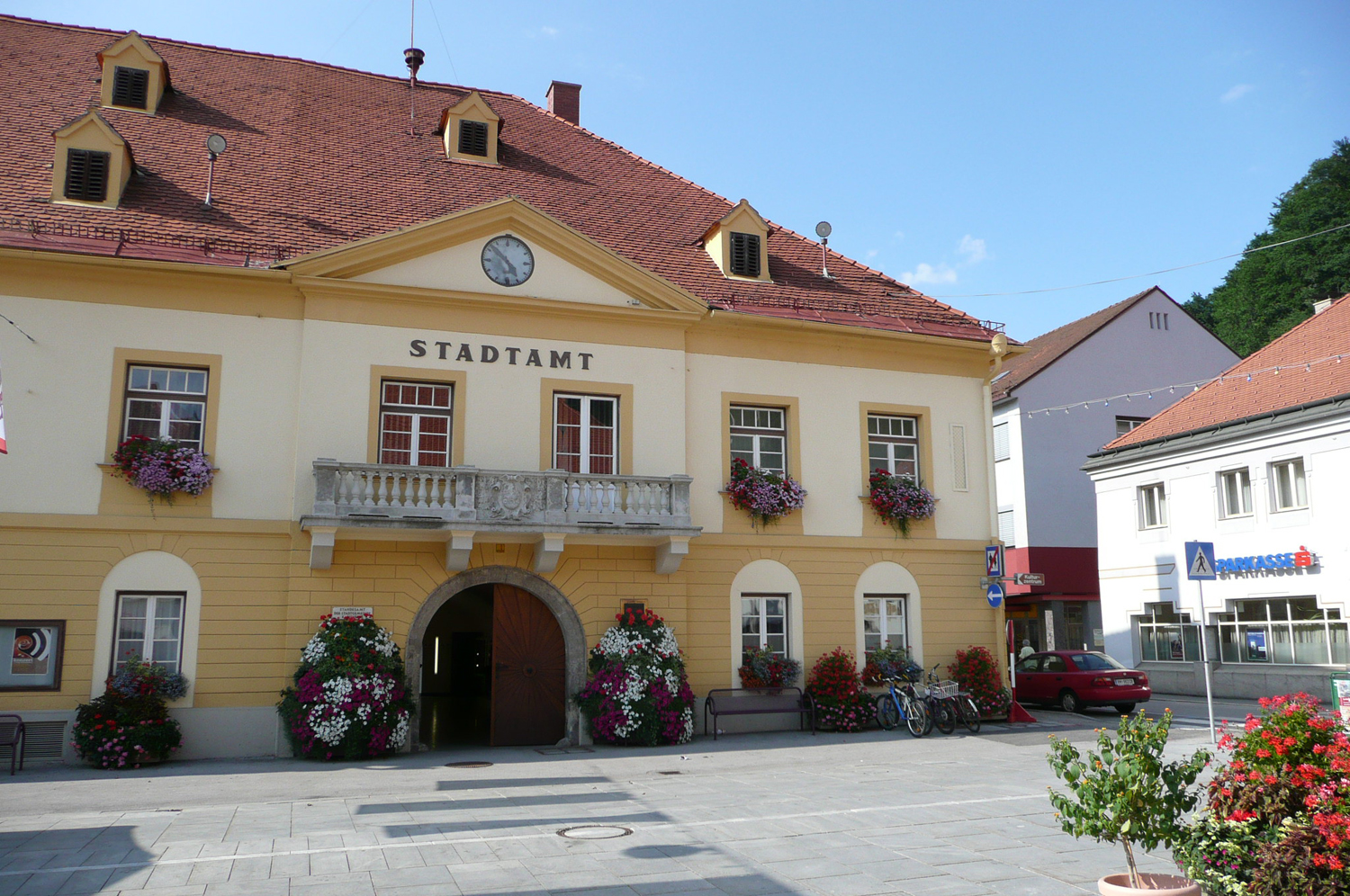
Ajuntament